# Wielkosorek meksykański
Wielkosorek meksykański (Megasorex gigas) – gatunek ssaka z rodziny ryjówkowatych.

## Systematyka
Takson po raz pierwszy opisany przez C. H. Merriama w 1897 roku pod nazwą Notiosorex gigas w czasopiśmie Proceedings of the Biological Society of Washington. Jako miejsce typowe autor wskazał góry przy Milpillas, w pobliżu San Sebastián, w stanie Jalisco w Meksyku. Jedyny przedstawiciel rodzaju Megasorex utworzonego przez C. W. Hibbarda w 1950 roku.

## Występowanie
Jest gatunkiem endemicznym, występującym tylko na zachodnim i południowo-zachodnim wybrzeżu Meksyku (stany Colima, Guerrero, Jalisco, Michoacán, Nayarit, Oaxaca). Zamieszkuje suche lasy, skaliste pustynie i półpustynie. Spotykany do wysokości 1700 m n.p.m.

## Opis
Grzbiet ciała ciemny, brązowy, szaro-brązowy, od spodu jaśniejszy. Dorastają do 9 cm długości, ogon długi, do 5 cm. Masa ciała waha się w granicach 9–12 gramów. 

## Tryb życia
Wielkosorek meksykański ma duże uszy i doskonały słuch. Podobnie jak większość zwierząt pustynnych jest aktywna tylko nocą. Opuszcza wtedy swoje kryjówki, znajdujące się w szczelinach skalnych lub pod kamieniami, w poszukiwaniu owadów i dżdżownic. Różni się od innych ryjówkowatych tym, że żeruje tylko nocą, lecz pochłania ilości pokarmu równające się 3/4 masy swojego ciała.